# Edward J. Valauskas
Edward J. Valauskas (ur. 3 października 1950) – amerykański bibliotekarz, edukator i redaktor naczelny czasopisma naukowego First Monday.

## Kariera
Edward Valauskas pracował w kilku bibliotekach, w tym na University of Illinois w Chicago i University of Chicago, oraz w bibliotekach specjalnych takich, jak Charles E. Merriam Center for Public Administration (MCL) w Chicago i Superconducting Super Collider w Teksasie. Pracował także w Biurze Narodów Zjednoczonych w Genewie. Ostatnio był kuratorem działu starych druków w Bibliotece Lenhardta Ogrodu Botanicznego w Chicago. Jego dziełem z tego okresu było m.in. przygotowanie wystawy objazdowej Plants in Print: The Age of Botanical Discovery, otwartej 1 kwietnia 2004 r. w Ogrodzie Botanicznym w Waszyngtonie, która była następnie prezentowana w kilku innych instytucjach w Stanach Zjednoczonych.
Valauskas prowadził także wykłady w kilku uczelniach zajmujących się informacją naukową (m.in. Emporia State University, Urbana-Champaign, Dominican University in River Forest). W ogrodzie botanicznym w Chicago i innych miejscach Edward prowadził wykłady dla młodzieży z zakresu rozwoju nauk przyrodniczych w okresie renesansu. W tym celu wykorzystał popularną wśród młodzieży postać Harry Pottera w serii zatytułowanej Herbologia Harry Pottera.
Edward Valauskas brał również udział w pracach największych stowarzyszeń bibliotekarskich, takich jak Stowarzyszenie Bibliotek Amerykańskich (ALA), Międzynarodowa Federacja Stowarzyszeń i Instytucji Bibliotekarskich (IFLA), czy Stowarzyszenie Bibliotek Specjalnych (SLA) jako członek komisji i zespołów roboczych powołanych m.in. w celu rozwiązania aktualnych problemów stających przed bibliotekami.
W Stowarzyszeniu Bibliotek Amerykańskich pracował między innymi w następujących zespołach:
- Oddział zajmujący się zbiorami bibliotecznymi i usługami technicznych (ALCTS) w latach 1989-1992
- Stowarzyszenie Bibliotek i Technologii Informacyjnych (LITA), w którym pracował w grupie zajmującej się wykorzystaniem mikrokomputerów w bibliotekach, jako jej przewodniczący w latach 1988-1991, a w latach 1995-1997 wchodził w skład Zarządu LITA
- Podkomisji ds. praw autorskich, utworzonej w ramach Komisji Legislacyjnej (w latach 1991-1995, w tym jako jej przewodniczący w latach 1993-1995)
- Podkomisji ds. telekomunikacji, utworzonej w ramach Komisji Legislacyjnej (w latach 1993-1995)
- Komisji Legislacyjnej ALA (w latach 1992-1994);
- Podkomisji ds. stosunków między bibliotekami USA a krajami bałtyckimi, utworzonej w ramach Komisji ds. Stosunków Międzynarodowych (w latach 1991-1993)

Ponadto, w latach 1995-1997 był Przedstawicielem ALA w Grupie roboczej ds. praw własności intelektualnej, działającej pod przewodnictwem Bruce'a Lehmana, asystenta Ronalda Browna, sekretarza handlu USA.
W Międzynarodowej Federacji Stowarzyszeń i Instytucji Bibliotekarskich, IFLA włączał się w działania następujących zespołów:
- Komitet IFLA ds. Bibliotek Rządowych od 1991 – obecnie, a w latach 1995-1999 jako przewodniczący zarządu IFLA
- Zarząd Oddziału ds. Specjalnych Bibliotek[4], jako przewodniczący i odpowiadający za finanse w latach 1995-1999

Reprezentował też IFLA na Międzynarodowym Sympozjum UNESCO na temat praw autorskich i komunikacji w społeczeństwie informacyjnym, zorganizowanym w Madrycie 11-14 marca 1996. Był też przedstawicielem IFLA na międzynarodowym sympozjum Światowej Organizacji Własności Intelektualnej (WIPO) na temat wpływu technologii cyfrowych na prawa autorskie i prawa pokrewne, organizowanej przez Harvard Law School w 1993 r. W latach 1991-1993 był przewodniczącym komitetu ds. Public Relations Oddziału Naukowo-Technicznego Stowarzyszenia Bibliotek Specjalnych (SLA). Był też członkiem Komitetu Redakcyjnego Międzynarodowej Konferencji Fizyki Wysokich Energii w Dallas 1992.
W latach 90. XX w. rozpoczął współpracę z Polską, angażując się w tworzenie Międzynarodowego Centrum Zarządzania Informacją na Uniwersytecie Mikołaja Kopernika w Toruniu. Poza wkładem w tworzenie programu studiów Edward był jednym z głównych wykładowców, prowadząc zajęcia ze studentami w module Electronic Publishing. Po przekształceniu Międzynarodowe Centrum Zarządzania Informacją w 2002 roku w stowarzyszenie, Ed Valauskas został jego członkiem. Jednym z planowanych działań Centrum było wydawanie czasopisma Uncommon Culture, którego nazwę, pierwszą redakcję oraz umieszczenie na platformie było dziełem Valauskasa.

## Prace redakcyjne i publikacje
Valauskas jest redaktorem naczelnym miesięcznika First Monday, wychodzącego regularnie w każdy pierwszy poniedziałek miesiąca od maja 1996 roku.
Od września 2011 r. do grudnia 2015 r. na stronie Ogrodu Botanicznego w Chicago, w kolumnie zatytułowanej Stories from the Rare Book Collection, Valauskas regularnie co miesiąc zamieszczał informacje o starych drukach ze zbiorów Lenhardt Library w Chicago Botanic Garden. Zadanie to było częściowo wspierane grantem z National Endowment for the Humanities.
Valauskas jest też autorem i redaktorem książek na temat Internetu i komputeryzacji, w tym The Internet for Teachers and School Media Specialists (współautor Monica Ertel; New York: Neal-Schuman, 1996), Internet Initiative: Libraries Providing Internet Services and How They Plan, Pay, and Manage (współautor Nancy R. John; Chicago: ALA Editions, 1995), Internet Troubleshooter: Help for the Logged-On and Lost (współautor Nancy R. John; Chicago: ALA Editions, 1994) oraz Macintoshed Libraries (współautor Bill Vaccaro; Cupertino, Calif.: Apple Library Users Group, 1987–94, 6 wydań). Jest też autorem wielu artykułów.

## Prace paleontologiczne

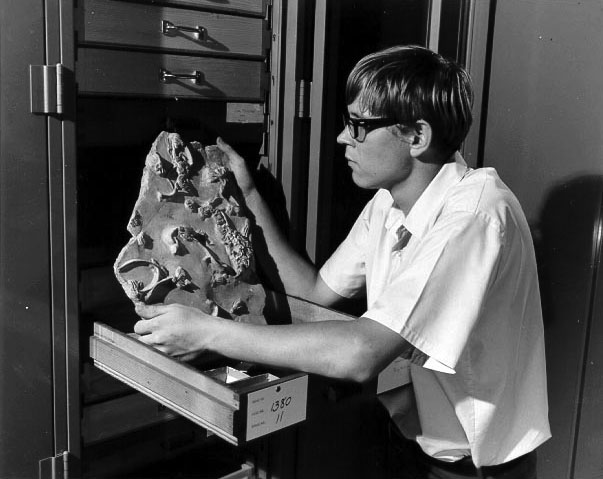
Edward J. Valauskas w trakcie praktyk w Muzeum Historii Naturalnej w Chicago

Valauskas jest pasjonatem paleontologii i już jako nastolatek zbierał skamieliny z późnego karbonu w okolicach Mazon Creek w Illinois (a także w późnokredowej formacji Coon Creek w hrabstwie McNairy w stanie Tennessee i wokół rafy sylurskiej odsłoniętej w kamieniołomie Thornton w Thornton w stanie Illinois). Stara się także poznać światowe kolekcje paleontologiczne. Zwiedzał odkrywki łupków z Burgess z okresu kambryjskiego w Kolumbii Brytyjskiej w Kanadzie, wraz z żoną Nancy R. John udał się do Solnhofen i Eichstätt w Niemczech aby podziwiać wapienie jurajskie w kamieniołomach.
Edward J. Valauskas jest też kolekcjonerem książek z tej dziedziny, a zwłaszcza książek o dinozaurach dla młodych czytelników. Część jego kolekcji stała się w 1998 roku podstawą wystawy na Uniwersytecie Wirginii zatytułowanej Chłopiec, który nigdy nie dorósł: Książki o dinozaurach i realia z kolekcji Edwarda J. Valauskasa. Dużą część tej kolekcji Valauskas przekazał Bibliotece Uniwersytetu Chicagowskiego. Także wystawa Bibliosaurus! Dinosaurs w potocznej wyobraźni, zorganizowana w 2024 roku w Bibliotece Regenstein Uniwersytetu Chicagowskiego, oparta była na materiałach z darowizn Edwarda oraz artefaktach wypożyczonych z prywatnej kolekcji jego brata, Charlesa Valauskasa.